# Вигоне
Вигоне (итал. Vigone, пьем. Vigon) —  коммуна в Италии, располагается в регионе Пьемонт, в провинции Турин.
Население составляет 5157 человек (2008 г.), плотность населения составляет 123 чел./км². Занимает площадь 41 км². Почтовый индекс — 10067. Телефонный код — 011.
Покровителем населённого пункта считается святой Николай Толентинский.

## Демография
Динамика населения:

## Города-побратимы
- Каньяда Роскин, Аргентина

## Администрация коммуны
- Официальный сайт: http://www.comune.vigone.to.it/ Архивная копия от 15 мая 2010 на Wayback Machine